# Dinorah Figuera
Pour les articles homonymes, voir Figuera.
Dinorah Figuera est une femme politique vénézuéliennne.

## Biographie
Elle est issue d'un quartier modeste de l'ouest de Caracas. Étudiante à l'Université centrale du Venezuela, elle obtient son diplôme de chirurgienne en 1991.
De 1993 à 1996, alors qu'elle est membre du parti La Causa, elle est sous-secrétaire de la municipalité Libertador de Caracas, sous Aristóbulo Istúriz.
Elle est ensuite députée dans la circonscription de Caracas de 2010 à 2015, puis de l'État d'Aragua à partir de 2015. Survivante d'un cancer, Elle devient ensuite secrétaire générale adjointe de Primero Justicia. En janvier 2021, elle devient présidente de la commission Technologie et Innovation de l’Assemblée.
Harcelée par le Service national de renseignement bolivarien, elle quitte le Venezuela. Alors qu'elle est en exil en Espagne à Valence, elle est élue présidente de l'ancienne Assemblée nationale lors d'une session zoom tenue en janvier 2023. Elle est réélue avec 94 voix un an plus tard.